# Caudebec-en-Caux
Caudebec-en-Caux era un comune francese di 2 327 abitanti situato nel dipartimento della Senna Marittima nella regione della Normandia.

Diede i natali al pittore Hippolyte Sebron (1801–1879).
Il 1º gennaio 2016 è stato unito ai comuni di Saint-Wandrille-Rançon e Villequier per formare il nuovo comune di Rives-en-Seine.

## Storia

### Simboli
Lo stemma è presente nell'Armorial Général de France del 1696 (d'azzurro, a tre sperlani d'argento).

## Monumenti e luoghi d'interesse
- Chiesa di Notre-Dame, bell'edificio gotico fiammeggiante.

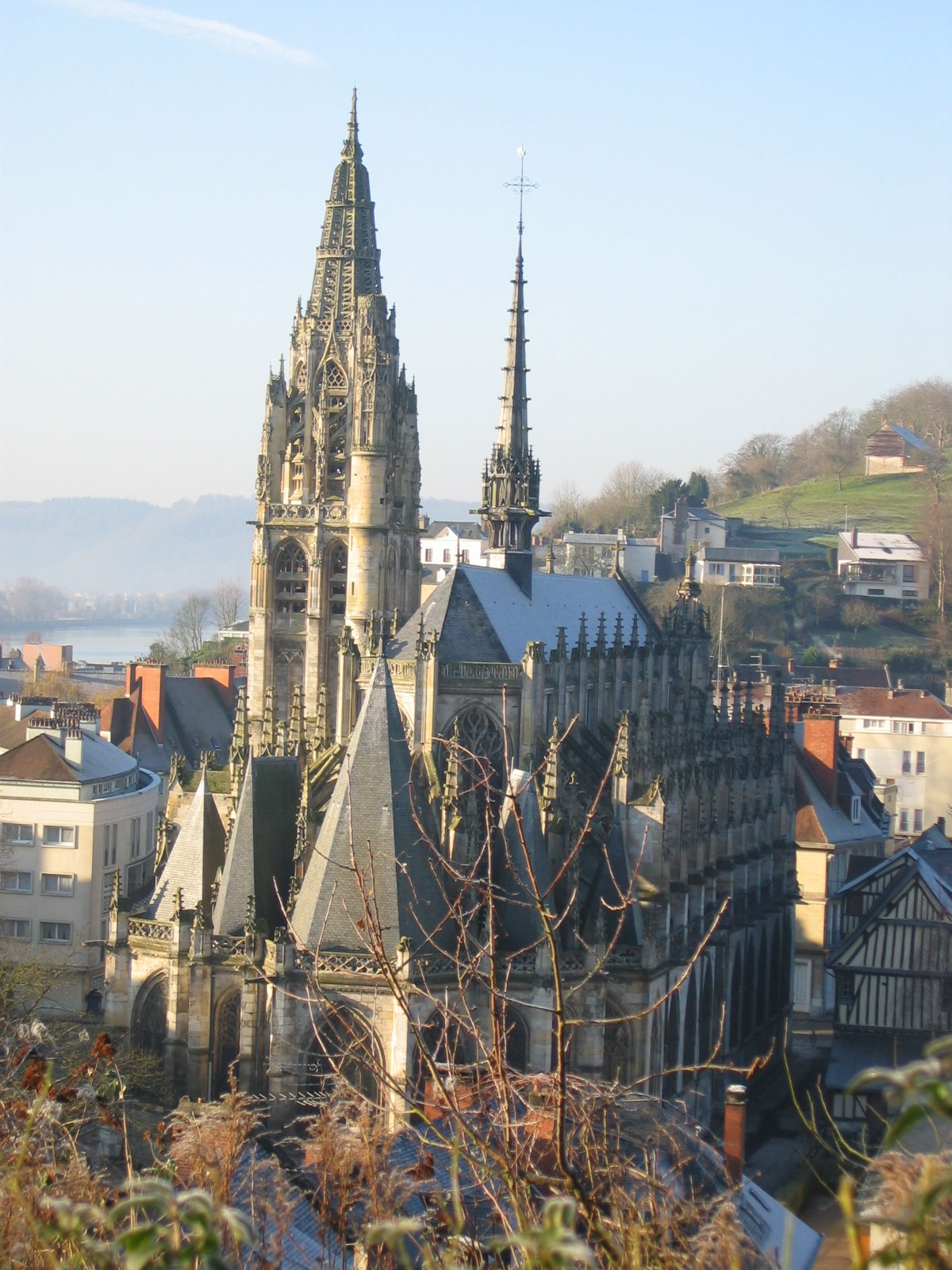
La chiesa di Notre-Dame.

## Società

### Evoluzione demografica
Abitanti censiti